# Lebanon (Tennessee)
Lebanon é uma cidade localizada no estado norte-americano de Tennessee, no Condado de Wilson.

## Demografia
Segundo o censo norte-americano de 2000, a sua população era de 20.235 habitantes.
Em 2006, foi estimada uma população de 23.702, um aumento de 3467 (17.1%).

## Geografia
De acordo com o United States Census Bureau tem uma área de
75,7 km², dos quais 75,7 km² cobertos por terra e 0,0 km² cobertos por água. Lebanon localiza-se a aproximadamente 173 m acima do nível do mar.

## Localidades na vizinhança
O diagrama seguinte representa as localidades num raio de 24 km ao redor de Lebanon.